# Randers (dokumentarfilm)
|  | Denne artikel er oprettet af botten Steenthbot ud fra en ekstern database. Den kan derfor have sproglige fejl eller mangler. Denne skabelon kan fjernes efter kontrol af indholdet. |

Randers er en dansk dokumentarfilm fra 1951 instrueret af Ove Sevel efter eget manuskript.

## Handling
Filmen viser tilværelsen, som den former sig en hverdag i en stor, dansk købstad, og giver et indtryk af Randers, den moderne og levende by med nye forretningskvarterer og gamle bindingsværkshuse som baggrund for byens travle arbejde i fabrikker og hjem, i sociale institutioner og store erhvervsvirksomheder - en by, hvor der gennem rutebilstation og havn foregår en stadig vekselvirkning med oplandet og den store handel.